# Lunaček
Lunaček je priimek več znanih Slovencev, ki ga je po podatkih Statističnega urada Republike Slovenije na dan 31. decembra 2007 uporabljalo 15 oseb.

## Znani nosilci priimka
- Aleksander Lunaček (1864—1934), šolnik, strokovni pisec, sadjar in čebelar
- Igor Lunaček (1945—2023), arhitekt
- Izar Lunaček (*1979), stripar, ilustrator (akad. slikar), doktor filozofije
- Marij Lunaček, zdravnik
- Matjaž Lunaček (*1950), psihiater, psihoterapevt - psihoanalitik, literarni teoretik, esejist in pisatelj
- Rok Lunaček (*1978), besedilopisec, pevec, avtor glasbe, aranžer, producent, kantavtor
- Sarah Lunaček Brumen (*1973), kulturna antropologinja, predavateljica
- Slava (Kristan) Lunaček (1898—1978), zdravnica pediatrinja
- Pavel Lunaček (1900—1955), zdravnik ginekolog in porodničar, akademik

### Tuji nosilci
- Valdemar Lunaček (1893—1963) hrvaški pravnik in ekonomist
- Vladimir Lunaček (1873—1927), hrvaški književnik, kritik in publicist (predvsem o likovni umetnosti)
- Ulrike Lunacek (*1957), avstrijska političarka
- Filip Luňáček (*1989), češki košarkar
- Jiří Luňáček, češki ekonomist
- Josef Luňáček (*1965), češki slikar
- Libor Luňáček, češki zdravnik